# یابوونکا کوشچیلنا
یابوونکا کوشچیلنا (به لاتین: Jabłonka Kościelna) یک روستا در لهستان می باشد که در گمینا وسوکیه مازوویتسکیه واقع شده‌است. یابوونکا کوشچیلنا ۱۶۰ نفر جمعیت دارد.